# Anoplothyrea
Anoplothyrea là một chi ruồi thuộc phân họ Laphriinae.
Theo Catalogue of Life, chi này có hai loài:

| Anoplothyrea | \| \| Anoplothyrea indiana \| \| \| \| \| \| Anoplothyrea javana \| \| \| \| |
|              | \| \| Anoplothyrea indiana \| \| \| \| \| \| Anoplothyrea javana \| \| \| \| |
|              | Anoplothyrea indiana                                                         |
|              |                                                                              |
|              | Anoplothyrea javana                                                          |
|              |                                                                              |